# Giorgio Ursi
Giorgio Ursi (* 1. September 1942 in Doberdò del Lago; † 8. Oktober 1982 in Gorizia) war ein  italienischer Bahnradsportler.
1964 errang Giorgio Ursi bei den Olympischen Spielen in Tokio die Silbermedaille in der Einerverfolgung. Sein unterlegener Gegner im Halbfinale, der niederländische Goldfavorit Tiemen Groen, vermutete später, Ursi sei gedopt gewesen, weil er auf Bestreben eines italienischen Jury-Mitglieds als einziger Fahrer nicht zur Doping-Kontrolle habe gehen müssen. Bei den UCI-Bahn-Weltmeisterschaften 1966 in Frankfurt am Main wurde Ursi Dritter in der Einerverfolgung der Amateure. 1965 und 1966 wurde er nationaler Meister in der Einerverfolgung der Amateure.
Ursi war slowenischer Herkunft und hieß ursprünglich Jurij Ursic. Nach seinem Rücktritt vom Radsport arbeitete er als Mechaniker. Im Alter von 40 Jahren wurde er tot in seiner Wohnung aufgefunden.